# Kendall Gill
Kendall Cedric Gill (Chicago, 25 maggio 1968) è un ex cestista ed ex pugile statunitense, professionista nella NBA.

## Carriera
È stato selezionato dagli Charlotte Hornets al primo giro del Draft NBA 1990 (5ª scelta assoluta).

## Statistiche
| * | Primo nella lega |

### College
| Anno      | Squadra                  | PG  | PT | MP   | TC%  | 3P%  | TL%  | RP  | AP  | PRP | SP  | PP   |
| --------- | ------------------------ | --- | -- | ---- | ---- | ---- | ---- | --- | --- | --- | --- | ---- |
| 1986-1987 | Illinois Fighting Illini | 31  | 0  | 11,1 | 48,2 | 0,0  | 64,2 | 1,4 | 0,9 | 1,3 | 0,3 | 3,7  |
| 1987-1988 | Illinois Fighting Illini | 33  | 23 | 28,7 | 47,1 | 30,4 | 75,3 | 2,2 | 4,2 | 2,0 | 0,1 | 10,4 |
| 1988-1989 | Illinois Fighting Illini | 24  | 18 | 28,4 | 54,2 | 45,8 | 79,3 | 2,9 | 3,8 | 2,1 | 0,3 | 15,4 |
| 1989-1990 | Illinois Fighting Illini | 29  | 29 | 34,5 | 50,0 | 34,8 | 77,7 | 4,9 | 3,3 | 2,2 | 0,6 | 20,0 |
| Carriera  | Carriera                 | 117 | 70 | 25,4 | 50,1 | 37,4 | 75,5 | 2,8 | 3,0 | 1,9 | 0,3 | 12,0 |

### NBA

#### Regular Season
| Anno      | Squadra            | PG  | PT  | MP   | TC%  | 3P%  | TL%  | RP  | AP  | PRP  | SP  | PP   |
| --------- | ------------------ | --- | --- | ---- | ---- | ---- | ---- | --- | --- | ---- | --- | ---- |
| 1990-1991 | Charlotte Hornets  | 82  | 36  | 23,7 | 45,0 | 14,3 | 83,5 | 3,2 | 3,7 | 1,3  | 0,5 | 11,0 |
| 1991-1992 | Charlotte Hornets  | 79  | 79  | 36,8 | 46,7 | 24,0 | 74,5 | 5,1 | 4,2 | 1,9  | 0,6 | 20,5 |
| 1992-1993 | Charlotte Hornets  | 69  | 67  | 35,2 | 44,9 | 27,4 | 77,2 | 4,9 | 3,9 | 1,4  | 0,5 | 16,9 |
| 1993-1994 | Seattle S.Sonics   | 79  | 77  | 30,8 | 44,3 | 31,7 | 78,2 | 3,4 | 3,5 | 1,9  | 0,4 | 14,1 |
| 1994-1995 | Seattle S.Sonics   | 73  | 58  | 29,1 | 45,7 | 36,8 | 74,2 | 4,0 | 2,6 | 1,6  | 0,4 | 13,7 |
| 1995-1996 | Charlotte Hornets  | 36  | 36  | 35,1 | 48,1 | 31,5 | 76,1 | 5,3 | 6,3 | 1,2  | 0,6 | 12,9 |
| 1995-1996 | N.J. Nets          | 11  | 10  | 38,0 | 44,1 | 36,0 | 83,1 | 3,9 | 3,2 | 2,0  | 0,2 | 17,5 |
| 1996-1997 | N.J. Nets          | 82  | 81  | 39,0 | 44,3 | 33,6 | 79,7 | 6,1 | 4,0 | 1,9  | 0,6 | 21,8 |
| 1997-1998 | N.J. Nets          | 81  | 81  | 33,7 | 42,9 | 25,7 | 68,8 | 4,8 | 2,5 | 1,9  | 0,8 | 13,4 |
| 1998-1999 | N.J. Nets          | 50  | 47  | 32,1 | 39,8 | 11,8 | 68,3 | 4,9 | 2,5 | 2,7* | 0,5 | 11,8 |
| 1999-2000 | N.J. Nets          | 76  | 75  | 31,0 | 41,4 | 25,6 | 71,0 | 3,7 | 2,8 | 1,8  | 0,5 | 13,1 |
| 2000-2001 | N.J. Nets          | 31  | 26  | 28,8 | 33,1 | 28,6 | 72,2 | 4,2 | 2,8 | 1,5  | 0,2 | 9,1  |
| 2001-2002 | Miami Heat         | 65  | 49  | 21,7 | 38,4 | 13,6 | 67,7 | 2,8 | 1,5 | 0,7  | 0,1 | 5,7  |
| 2002-2003 | Minnesota T'wolves | 82  | 34  | 25,2 | 42,2 | 32,2 | 76,4 | 3,0 | 1,9 | 1,0  | 0,2 | 8,7  |
| 2003-2004 | Chicago Bulls      | 56  | 35  | 25,2 | 39,2 | 23,7 | 73,5 | 3,4 | 1,6 | 1,2  | 0,3 | 9,6  |
| 2004-2005 | Milwaukee Bucks    | 14  | 0   | 20,3 | 40,0 | 33,3 | 90,0 | 2,6 | 1,9 | 1,0  | 0,3 | 6,1  |
| Carriera  | Carriera           | 966 | 791 | 30,5 | 43,4 | 30,0 | 75,4 | 4,1 | 3,0 | 1,6  | 0,4 | 13,4 |

#### Playoffs
| Anno     | Squadra            | PG | PT | MP   | TC%  | 3P%  | TL%  | RP  | AP  | PRP | SP  | PP   |
| -------- | ------------------ | -- | -- | ---- | ---- | ---- | ---- | --- | --- | --- | --- | ---- |
| 1993     | Charlotte Hornets  | 9  | 9  | 39,2 | 40,1 | 16,7 | 71,4 | 5,1 | 2,9 | 2,3 | 0,7 | 17,3 |
| 1994     | Seattle S.Sonics   | 5  | 5  | 30,6 | 43,3 | 22,2 | 61,9 | 4,8 | 2,0 | 1,2 | 0,2 | 13,4 |
| 1995     | Seattle S.Sonics   | 4  | 0  | 18,0 | 36,0 | 25,0 | 62,5 | 1,0 | 2,5 | 1,0 | 0,3 | 6,3  |
| 1998     | N.J. Nets          | 3  | 3  | 33,3 | 45,0 | -    | 87,5 | 4,3 | 1,0 | 1,3 | 0,3 | 14,3 |
| 2003     | Minnesota T'wolves | 6  | 0  | 19,7 | 37,0 | 50,0 | 64,3 | 2,2 | 1,2 | 0,7 | 0,2 | 5,2  |
| Carriera | Carriera           | 27 | 17 | 29,5 | 40,8 | 25,9 | 68,6 | 3,7 | 2,1 | 1,4 | 0,4 | 11,9 |

## Palmarès
- NCAA AP All-America Third Team (1990)
- NBA All-Rookie First Team (1991)
- Migliore nelle palle rubate NBA (1999)
- Detentore del record di palle rubate in una singola partita NBA (11 palle rubate) (record condiviso con Larry Kenon)
- Quarantanovesimo miglior giocatore per palle rubate di sempre NBA